# 稲田町 (神奈川県)
稲田町（いなだまち）は、1932年（昭和7年）6月1日から1938年（昭和13年）10月1日まで存在した神奈川県橘樹郡の町。
本項では前身の稲田村についても述べる。

## 概要
神奈川県橘樹郡北部の町。現在の神奈川県川崎市多摩区北部にあたる。

## 地理
- 川：多摩川、二ヶ領用水

## 歴史

### 町名の由来
稲毛米を産出する肥沃な水田にちなむ。稲毛米の名は橘樹郡の別である稲毛郡、あるいは同郡北部の呼称である稲毛領に由来する。

### 沿革
- 南北朝時代 - 宿河原の地名が見られる。
- 戦国時代 - 登戸の地名が見られる。
- 江戸時代 - 以下の4村が成立。
  - 登戸村（旗本河野氏知行→幕府領→幕府領、旗本朝倉氏知行）
  - 菅村（幕府領）
  - 宿河原村（幕府領→江戸増上寺領）
  - 堰村（幕府領）
- 1868年（明治元年）
  - 旧暦6月17日 - 神奈川府の管轄となる。
  - 旧暦9月21日 - 神奈川府が神奈川県に改称。
- 1874年（明治7年） - 大区小区制の施行により、登戸村、宿河原村、堰村が第5大区第8小区に、菅村が第5大区第9小区になる。
- 1875年（明治8年）10月29日 - 中野島村が多摩郡から橘樹郡に編入。
- 1878年（明治11年） - 大区小区制廃止、郡区町村編制法施行。
- 1889年（明治22年）4月1日 - 町村制の施行により、登戸村、菅村、中野島村、宿河原村、堰村が合併して稲田村が成立。
- 1912年（明治45年） - 多摩川を挟んで両岸に蛇行していた東京府北多摩郡との境が多摩川上に設定され、北多摩郡調布町大字上布田、下布田、狛江村大字和泉の各一部を編入。大字宿河原の一部を狛江村に移管。
- 1932年（昭和7年）6月1日 - 稲田村が町制施行して稲田町となる。
- 1938年（昭和13年）10月1日 - 川崎市に編入。同日稲田町廃止。
- 1972年（昭和47年）4月1日 - 川崎市が政令指定都市に指定され、旧町域が多摩区となる。

## 交通

### 鉄道路線
- 南武鉄道（現JR東日本）
  - 本線（現南武線）：宿河原駅 - 登戸駅 - 中野島駅 - 稲田堤駅
- 小田原急行鉄道（現小田急電鉄）
  - 小田原線：稲田多摩川駅（現登戸駅） - 稲田登戸駅（現向ヶ丘遊園駅）

京王相模原線の京王稲田堤駅は、当時は未開業。なお、向ヶ丘遊園（むこうがおかゆうえん）は旧向丘村（むかおかむら）大字長尾（現多摩区長尾）に所在した。

### 道路
- 府中街道（現国道409号）

## 現在の町名
大字がそのまま引き継がれ、2012年現在もすべて旧村名が現存する。合併後に登戸の一部より登戸新町が、菅の一部より菅稲田堤、菅野戸呂、菅馬場、菅北浦、菅仙谷、菅城下が起立。

## その他
川崎市への編入後も町役場のあった登戸地区をはじめとした旧町域では「稲田」の名称が公共施設などで使用されていたが、1955年に小田急電鉄が稲田多摩川駅を登戸多摩川駅（1958年に南武線と同名の登戸駅へ再改称）、稲田登戸駅を向ヶ丘遊園駅に改称したのに続き、1972年の政令指定都市化に伴う多摩区設置で図書館や警察署などが「稲田」から「多摩」に変更された。2006年には稲田登戸病院も閉院し、現在の登戸地区で「稲田」の名称を関するのは不動産業の「稲田農業不動産」などの少数例に留まる。これに対し、稲田堤駅のある菅地区では1971年に開業した京王相模原線の新駅も「京王稲田堤駅」となり、現在でも「稲田堤」という形で「稲田」の名前が多く残されている。